# Graz Hauptbahnhof
Graz főpályaudvar (németül Graz Hauptbahnhof, röviden Graz Hbf)  egy 1847-ben átadott vasútállomás Ausztriában, Stájerország fővárosában, Grazban. Naponta kb 30 ezer utas fordul meg az állomáson. A városközponttól kb. 2 km-re helyezkedik el, mellyel a villamosok és helyi autóbuszok-járatok is összekapcsolják.
Vasúti kapcsolata van kelet felé az osztrák fővárossal, Béccsel, dél felé pedig Szlovéniával. Az építés alatt álló Koralmbahn közvetlen kapcsolatot biztosít majd Klagenfurttal.
Az 1a vágány közelében 275 kerékpár tárolására is alkalmas parkoló található.
2003-ban a Schönster Bahnhof Österreichs verseny első helyezettje lett.

## Kapcsolódó vasútvonalak
Az állomást az alábbi vasútvonalak érintik:
- Südbahn (KBS 600)
- Koralmbahn (építés alatt)
- Steirische Ostbahn (KBS 530)
- Köflacherbahn

## Forgalom
| Járat                      | Útvonal | Gyakoriság   |
| -------------------------- | --- | ------------ |
| Mura nemzetközi InterCity  | Budapest-Keleti – Budapest-Kelenföld – Tatabánya – Tata – Komárom – Győr – Csorna – Répcelak – Szombathely – Szombathely-Szőlős – Ják-Balogunyom – Egyházasrádóc – Körmend – Horvátnádalja – Csákánydoroszló – Rátót – Alsórönök – Haris – Szentgotthárd – Jennersdorf (Gyanafalva) (← Hohenbrugg a. d. Raab) – Fehring (← Lödersdorf) – Feldbach (← Gniebing ← Rohr/Raab ← Studenzen-Fladnitz ← Takern-St. Margarethen) – Gleisdorf (← Laßnitzthal ← Laßnitzhöhe ← Hart bei Graz ← Raaba ← Graz Liebenau-Murpark) – Graz Ostbahnhof (← Graz Don Bosco) – Graz Hauptbahnhof | Napi 1 pár   |
| Dráva nemzetközi InterCity | Budapest-Keleti – Budapest-Kelenföld – Tatabánya – Tata – Komárom – Győr – Csorna – Répcelak – Szombathely – Szombathely-Szőlős – Ják-Balogunyom – Egyházasrádóc – Körmend – Horvátnádalja – Csákánydoroszló – Rátót – Alsórönök – Haris – Szentgotthárd – Jennersdorf (Gyanafalva) – Fehring – (Feldbach →) Gleisdorf – Graz Ostbahnhof (← Graz Don Bosco) – Graz Hauptbahnhof (← Puntigam) – Leibnitz – Spielfeld-Straß – Maribor – Pragersko – Celje – Laško – Zidani Most – Trbovlje – Ljubljana                                                                        | Napi 1 pár   |
|                            | Graz Hbf – Bruck an der Mur – Kapfenberg – Mürzzuschlag – Semmering – Wiener Neustadt Hbf – Wien Meidling – Wien Hbf – Břeclav – Brno hl.n. – (Blansko – Letovice – Svitavy –) Česká Třebová – Pardubice hl.n. – (Kolín –) Praha hl.n. | 2 óránként   |
| személyvonat (Regio/)      | Graz Hauptbahnhof – Graz Don Bosco – Graz Stadion Liebenau – Graz Liebenau-Murpark – Raaba – Hart bei Graz – Laßnitzhöhe – Laßnitzthal – Gleisdorf – Takern-St. Margarethen – Studenzen-Fladnitz – Rohr/Raab – Gniebing – Feldbach – Lödersdorf – Fehring – Hohenbrugg a. d. Raab – Jennersdorf (Gyanafalva) – Mogersdorf (Nagyfalva) – Szentgotthárd | 1-2 óránként |

## Képek

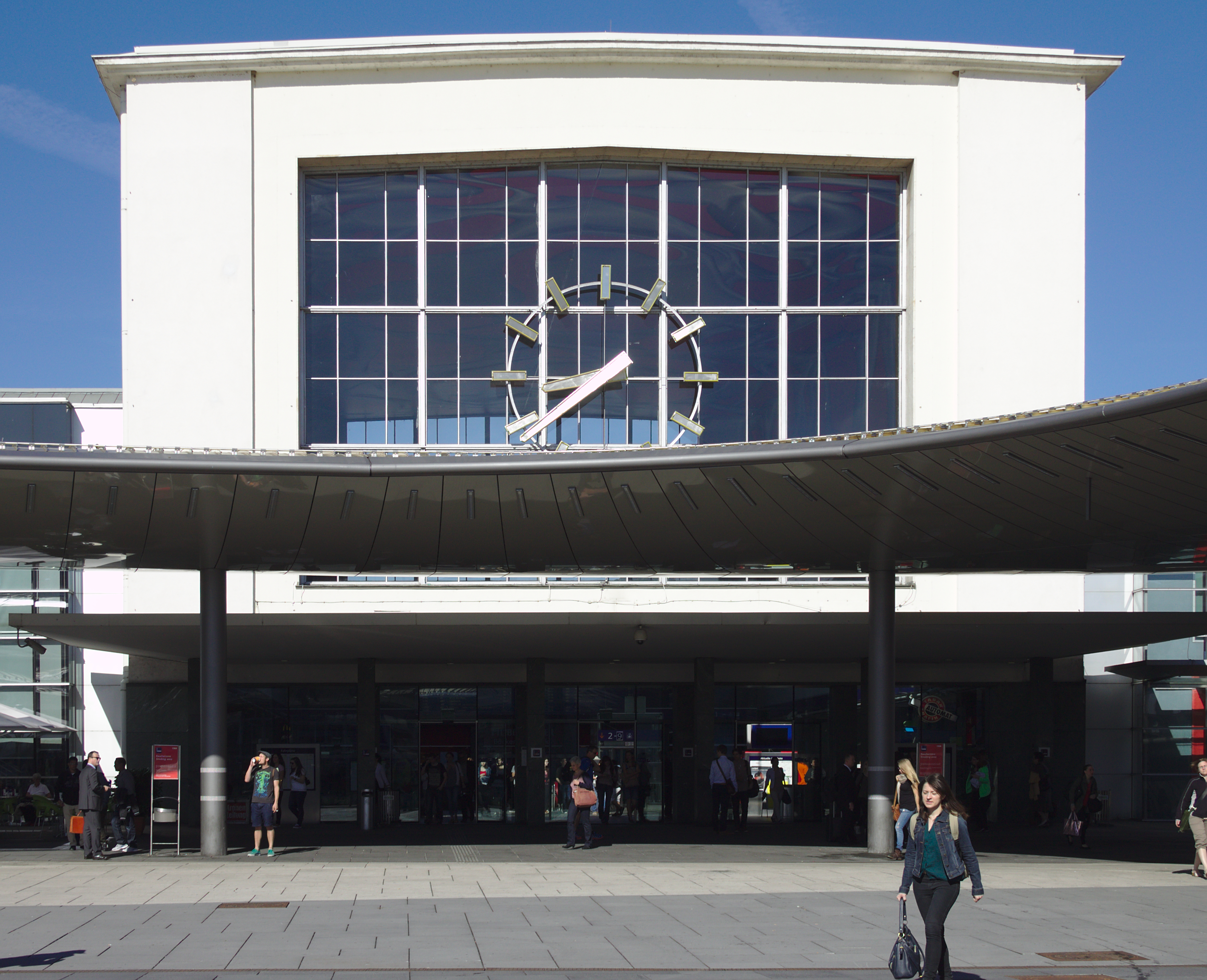
Főbejárat
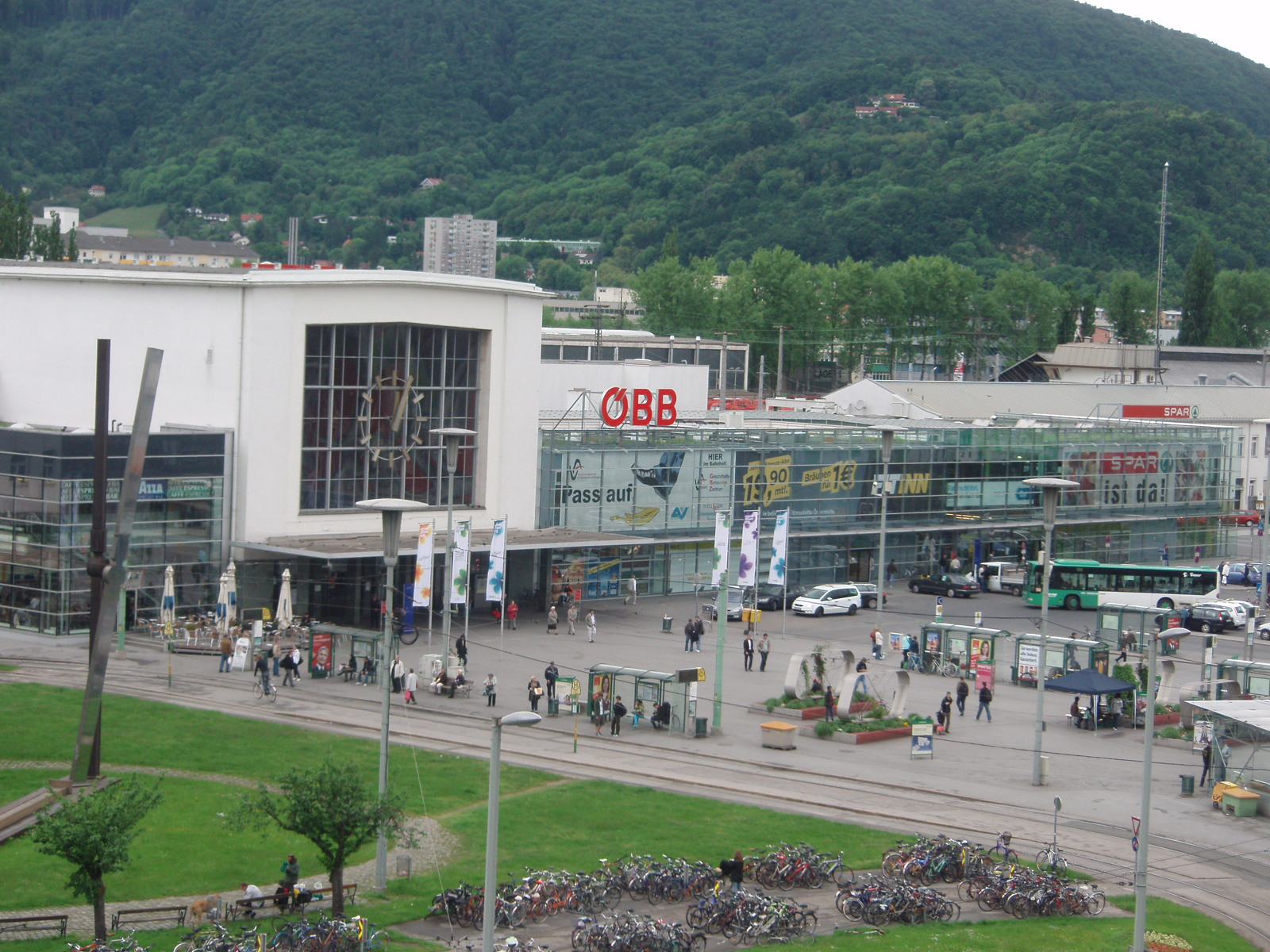
Az állomás környéke
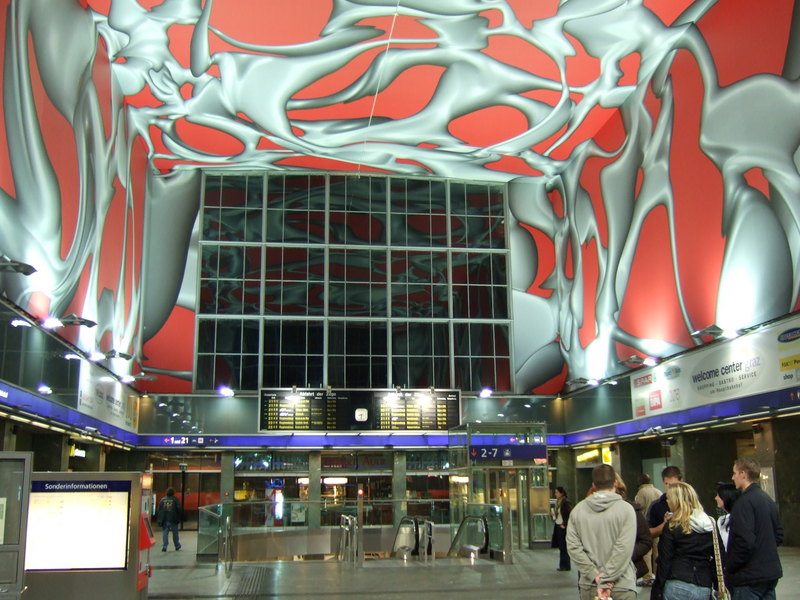
Az állomás belseje
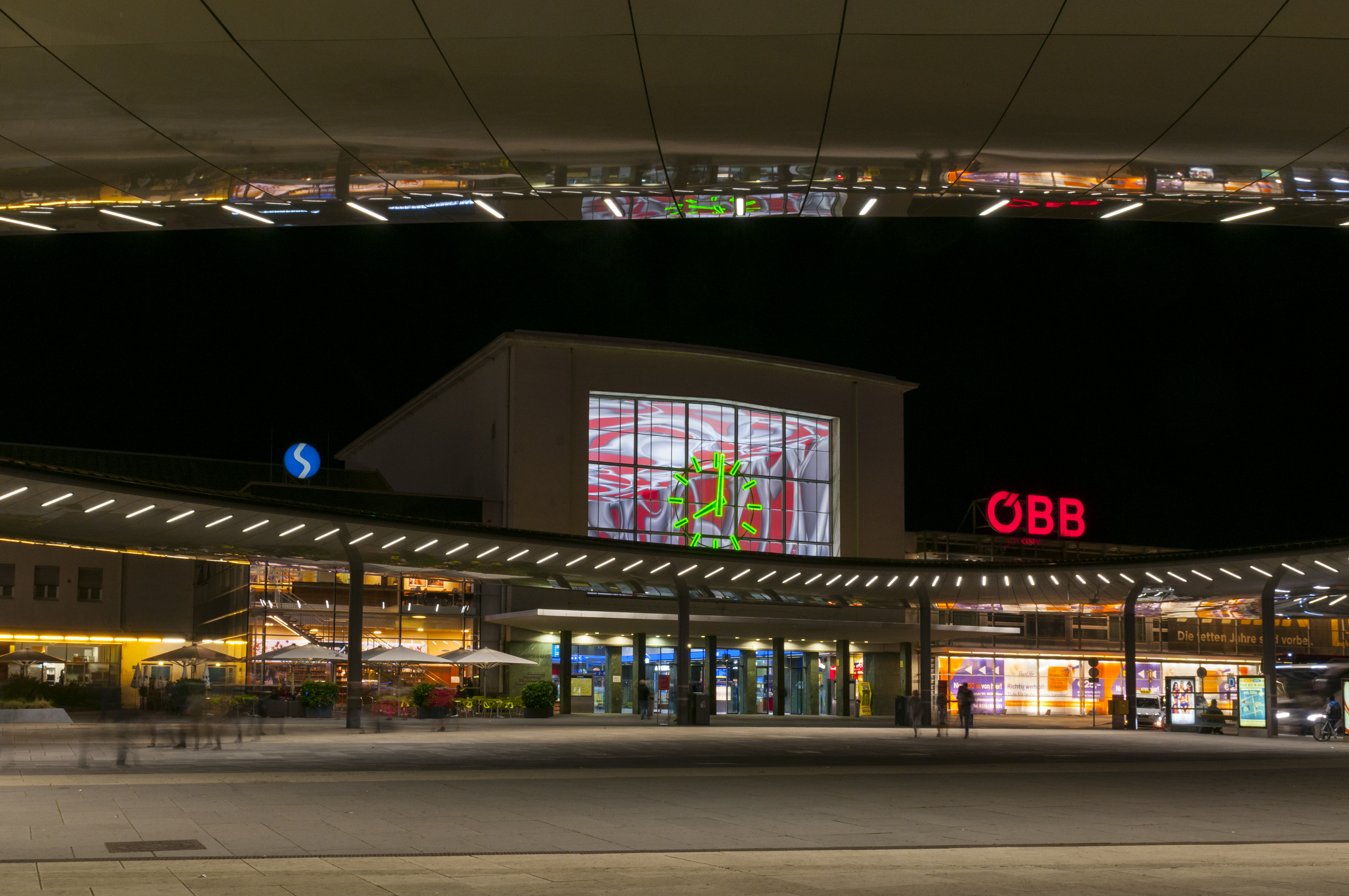
Az épület éjjel